# Anastasiya Manievska
Anastasiya Manievska (en ucraniano: Анастасія Манєвська; 9 de septiembre de 1998) es una deportista ucraniana que compite en halterofilia. Ganó cuatro medallas en el Campeonato Europeo de Halterofilia entre los años 2022 y 2025, en la categoría de 87 kg.

## Palmarés internacional
| Campeonato Europeo | Campeonato Europeo  | Campeonato Europeo | Campeonato Europeo |
| Año                | Lugar               | Medalla            | Categoría          |
| ------------------ | ------------------- | ------------------ | ------------------ |
| 2022               | Tirana (Albania)    | Medalla de plata   | 87 kg              |
| 2023               | Ereván (Armenia)    | Medalla de plata   | 87 kg              |
| 2024               | Sofía (Bulgaria)    | Medalla de plata   | 87 kg              |
| 2025               | Chisináu (Moldavia) | Medalla de bronce  | 87 kg              |